# 風順大馬路
	風順大馬路（葡萄牙語：Avenida de Bonança）位於澳門半島花地瑪堂區，橫跨新城A區中央東西兩側，西起毗鄰友誼大馬路及海港前地，東至位於港珠澳大橋澳門邊檢大樓人工島內的港珠澳邊檢北大馬路及港珠澳邊檢南大馬路止。為配合澳門大橋即將通車，靠近新城A區至港珠澳大橋珠澳口岸一段的“A區至口岸人工島連接線”於2024年9月21日11:00起開放啟用。

## 歷史

### 新城A區至澳門半島第三連接橋（A3橋）
新城A區至澳門半島第三連接橋（葡萄牙語：Via de Acesso (A3) entre a Zona «A» dos Novos Aterros Urbanos e Península de Macau），簡稱A3橋，項目於2018年至2019年進行最初規劃及可行性研究；2022年10月完成前期研究；2024年進行公開招標、開標後正式開展施工，預計2027年第三季建成通車。

### 口岸人工島連接線
口岸人工島連接線（Ligação do posto fronteiriço na ilha artificial）是澳門大橋起止點周邊路網工程的其中一部分，施工地點位於港珠澳大橋珠澳口岸人工島及新城A區，涵蓋範圍面積約18,500平方米，最長施工期為640工作天。主要興建往來港珠澳大橋珠澳口岸人工島及連接澳門大橋的行車道路及行車天橋；往來港珠澳大橋珠澳口岸人工島及新城A區的跨海行車天橋、港珠澳大橋珠澳口岸人工島的周邊路網重整以及下水道整治等。
作為澳門大橋起止點周邊路網建造工程的口岸人工島連接線於2024年3月下旬竣工，工程已被公共建設局臨時接收。2024年8月，該連接線被命名及落實為本道路的其中一部分，連接未來於2027年建成的A3橋。
2024年9月21日，為配合澳門大橋即將通車，連接橋路段率先啟用。

## 行車安排
口岸人工島連接線作為本道路的其中一部分，配合澳門大橋即將通車於2024年9月21日開放啟用。前往大橋澳門口岸出境大堂及西停車場車輛原先行經東城中大馬路及港珠澳口岸環形馬路掉頭前往，現更改為取道“東城第五街”及新開通的“風順大馬路”路段連接橋進入大橋澳門口岸。至於返回澳門半島車輛則取道本道路的口岸人工島連接橋路段進入新城A區，經東城第六街及濠江大馬路前往澳門半島。

## 沿途重要地點
由西至東
- 新口岸水塘
- 外港客運碼頭
- 澳門大橋
- 港珠澳大橋珠澳口岸

## 外部連結
- 澳氹第四條跨海大橋起止點周邊路網建造工程 - 口岸人工島連接線 （页面存档备份，存于） 公共建設局
- 新城填海A區與澳門半島連接橋（A3）設計連建造工程 （页面存档备份，存于）